# Поєнарі (комуна)
Поєнарі (рум. Poienari) — комуна у повіті Нямц в Румунії. До складу комуни входять такі села (дані про населення за 2002 рік):
- Бунгі (242 особи)
- Поєнарі (1076 осіб)
- Секелень (395 осіб)

Комуна розташована на відстані 283 км на північ від Бухареста, 57 км на схід від П'ятра-Нямца, 46 км на південний захід від Ясс.

## Населення
За даними перепису населення 2002 року у комуні проживали 3297 осіб. Усі жителі комуни рідною мовою назвали румунську.
Національний склад населення комуни:
| Національність | Кількість осіб | Відсоток |
| -------------- | -------------- | -------- |
| румуни         | 3282           | 99,5%    |
| цигани         | 15             | 0,5%     |

Склад населення комуни за віросповіданням:
| Релігія       | Кількість осіб | Відсоток |
| ------------- | -------------- | -------- |
| православні   | 3294           | 99,9%    |
| римо-католики | 2              | 0,1%     |